# KD-Beatz
KD-Beatz (* 1986 in Villingen-Schwenningen; bürgerlich Karim Deriche) ist ein deutscher Hip-Hop-Produzent und Unternehmer algerisch-türkischer Herkunft, der aktuell (2016) bei Sony/ATV unter Vertrag steht. Seine Kollaborationen mit Künstlern wie Kollegah, Haftbefehl oder Kool Savas machten ihn als Beatproduzenten in Deutschland bekannt.

## Musikalischer Werdegang
2009 produzierte er für Haftbefehl Hungrig und Stur und stellte im selben Jahr Beats für Snaga & Fard und The Outlawz von 2pacs Crew bereit. In der Folgezeit kamen Kollaborationen mit Künstlern wie Haftbefehl, Fard, Amar, KC Rebell, PA Sports und Farid Bang zustande. Im Jahr 2014 wirkte er an Kool Savas Album Märtyrer mit, das Platz 1 der deutschen Album-Charts belegte. Für seine Beiträge an Kollegahs Album King bekam KD-Beatz seinen ersten Platin-Award in Deutschland, welches auch in Österreich und der Schweiz Gold-Status erreichte.

## Diskografie
- 2009 It aint easy (feat. Outlawz, Eko Fresh & Capkekz) auf Outlaw Culture Vol. 2 von The Outlawz
- 2009 Hungrig und Stur auf Kapitel Eins von Haftbefehl
- 2009 Sehnsucht nach mehr auf Talion von Snaga & Fard
- 2009 Talion, Talion (JUICE Bunker Remix) auf Juice CD Volume 96 von Snaga & Fard
- 2010 Echt auf Juice CD Volume 108 von PA Sports
- 2010 Narben bleiben auf Azzlack Stereotyp von Haftbefehl
- 2010 Murmeltier, Der Junge ohne Herz, Terrorbars Infinity, Ziel & Schiess, Du willst fort, Zahltag, Was wäre wenn auf Alter Ego von Fard
- 2010 Nachmittag, Ostblocknutten (feat. Haftbefehl) auf Hoodtape Vol. 1 von Kollegah
- 2010 Nachmittag, Ostblocknutten (feat. Haftbefehl), Cold Turkey, Taiwan auf Hoodtape Vol. 1 X-Mas Edition von Kollegah
- 2010 Hitlist auf Armargeddon 2010 von Amar
- 2011 Eine Kugel reicht auf Eine Kugel reicht nicht von Massiv
- 2011 Märchenwelt auf Invictus von Fard
- 2011 Intro auf Banger leben kürzer von Farid Bang
- 2011 Intro (feat. Moe Phoenix), Popshop, Musik (feat. Kianush), Zeitmaschine (feat. Silla) auf Streben nach Glück von PA Sports
- 2011 Braveheart, Rap von der Straße auf Derdo Derdo von KC Rebell
- 2012 Outro auf Narkotic von Sadiq & Dú Maroc
- 2012 Du kennst mich auf Sucuk & Champagner von Summer Cem
- 2012 Chaos, Espana auf Faites Entrer LaCrim von LaCrim
- 2012 Qu`un Homme, Je Viens De...(feat. Rimkus), Un Arabe a Miami auf Toujours Le Meme von Lacrim
- 2012 Hassan vs. Teufel auf Solange mein Herz schlägt von Massiv
- 2012 Narcotic Traffic (Remix) auf Kanackis von Haftbefehl
- 2012 Crown Club auf RAF 3.0 von RAF 3.0
- 2012 Narben der Zeit, Schick mir ein Zeichen, Eiskalt auf Vom Glück zurück von PA Sports
- 2013 Un indien dans la ville (feat. Alonzo) auf Né pour mourir von LaCrim
- 2013 Fiesta, Tandem (feat. Vega), Radoz (Ihr seid schuld), Face off, Das ist Frankfurt (feat. Hanybal), Yemma (feat. Kopf an Kopf) auf Block Bladi Gentleman von Dú Maroc
- 2013 Bergkrone (feat. Kool Savas) auf Unter Wölfen von Liquid Walker
- 2013 Das ist Alpa, Ertränk den Alkohol (feat. Silla) auf Alles kommt zurück von Alpa Gun
- 2013 Town, die nie schläft auf Jung, Brutal, Gutaussehend 2 von Kollegah & Farid Bang
- 2013 Azzlack Kommandant auf Azzlack Kommandant Juice Exclusive EP von Haftbefehl
- 2013 Ruhrpott Elite (feat. Hamad 45 & Snaga) auf Bellum Et Pax von Fard
- 2013 Money Money (feat. Celo, Abdi, Veysel) auf Blockplatin von Haftbefehl
- 2013 Ich peitsch dich mit ner Königskette auf Blut gegen Blut 3 von Massiv
- 2014 Lydia auf Slum Dog Millionaer von Kurdo
- 2014 Iranis (feat. Fard & Mosh36) auf H.A.Z.E. von PA Sports
- 2014 Intro, Seit Tag eins (feat. Crackaveli) auf Nu Eta Da von Olexesh
- 2014 Intro, Sag mir, Braun (feat. MoTrip) auf TrafiQ von SadiQ
- 2014 Ich hol Gold auf MB3 von Manuellsen
- 2014 Sanduhr (feat. Favorite), Königsaura auf King von Kollegah
- 2014 Legende auf BADT von Majoe
- 2014 Märtyrer, Waldbrand (feat. Curse, Moe Mitchell & Tone) auf Märtyrer von Kool Savas
- 2015 P-99 (feat. Azad) auf Kaos von Vega
- 2015 Intravenös (feat. Manuellsen), Dior Mascara, Fels in der Brandung auf Intravenös von Dú Maroc
- 2015 Meine Welt, Immer noch Ich auf Almaz von Kurdo
- 2015 Is mir egal, Überall Drama auf Weg von der Fahrbahn von Hanybal
- 2015 Der K-K-ihr wisst schon, Deadline auf Vom Alk zum Hulk von Silla
- 2015 Blockrechnen (feat. Milonair, Silla), Was ich bin auf Lucky No.7 von Mosh36
- 2015 Intro, Nachtschicht auf Kill Em All von Manuellsen
- 2015 Polaroid auf Augenzeuge von Joka
- 2015 Ich bin nicht so eine auf Ego von Fard
- 2016 Pelzkragen, 9mm, 600 Tausend auf Verbrecher aus der Wüste von Kurdo
- 2016 15 Beats auf FSK18 Brutal von 18 Karat
- 2016 Koka auf Richtung Paradies EP von Azet
- 2016 Beiss mich durch (feat. Manuellsen) auf Haramstufe Rot von Hanybal
- 2017 Skit auf Instinkt von Kianush
- 2017 Schatten des Ruhms und Stalin auf Vision von Kurdo
- 2017 5 beats auf Pusha von 18 Karat
- 2017 Verzeih mir auf Sabr von Mudi
- 2017 Millionäre auf Verloren im Paradies von PA Sports
- 2017 Blumenbeet, Gun ziehen auf Blockchef von Silla
- 2017 7 beats auf Kollegah Legacy (Best-Of)
- 2017 Der Lügenbaron (Skit), Pinocchio auf Blanco von Kurdo und Majoe
- 2017 Enemis (feat Eko Fresh) auf Enemis von Veysel
- 2018 Sayajins (feat. Azad und Yonii) von Amar
- 2018 Symbiose auf Symbiose von JoshiParka